# 島田惇平
島田 惇平（しまだ じゅんぺい、1989年10月21日 - ）は、埼玉県さいたま市出身の俳優。スターダストプロモーション（新人部）所属。

## 人物
身長174cm。
趣味は油絵、肉体改造。特技は芝居、踊り、英語。

## 出演作品

### 舞台
- 朝劇 西新宿 第2回公演「恋の遠心力」（2015年、GRASS DANCE新宿）
- メトロポリス（2016年、シアターコクーン）
- カクシンハン
  - 第12回公演「ハムレット」（2018年、池袋シアターグリーンBIG TREE THEATER）
  - POCKET08「冬物語」（2018年、中野ウエストエンドスタジオ）
  - 特別リーディング公演「ハムレット×SHIBUYA〜ヒカリよ、俺たちの復讐は穢れたか〜」（2019年、ギャラリーLE DECO 4）
  - ナツノヨノ夢 A “Mad”summer Night's Dream（2020年、紀伊國屋サザンシアター TAKASHIMAYA）
  - シン・タイタス（2022年、シアター・アルファ東京）※公演中止[1]
- 民衆の敵（2018年、シアターコクーン）
- 青蛾館創立35周年記念公演「毛皮のマリー」（2019年、東京芸術劇場シアターウエスト）
- GHETTOプロデュース
  - 第7弾「死神は桜の下で舞う」（2020年、新宿シアターブラッツ）
  - BIG MOUTH（2023年、Gyoen ROSSO 198）
- 田中泯ダンス -オドリに惚れちゃって!-「形の冒険III - 擬態男 ミミクリマン」（2021年、東京芸術劇場シアターウェスト）※公演中止[1]
- 日生劇場ファミリーフェスティヴァル2021 音楽劇「あらしのよるに」（2021年、日生劇場）
- 第十六回山井綱雄之會 新作能「鷹姫」（2021年、国立能楽堂）
- リチャード三世（2022年、すみだパークシアター倉）
- JOHN DOE（2022年、恵比寿NOS）
- 荒神-あらじん-（2022年、恵比寿NOS）※演出も担当[1]
- フィスト・オブ・ノーススター〜北斗の拳〜（2022年、Bunkamuraオーチャードホール、キャナルシティ劇場）
- 座 高円寺 春の劇場30 日本劇作家協会プログラム「OFFICE SHIKA PRODUCE『ダリとガラ』」（2023年、座・高円寺、ABCホール）
- 劇団鹿殺し 2023本公演 ザ・ショルダーパッズ「この身ひとつで」（2023年、本多劇場）
- 朝シェイクスピア（2022年〜2023年、Mixalive TOKYO「Hall Mixa」）
  - 〜30分でわかるマクベス〜 - バンクォー
  - 〜30分でわかるハムレット〜 - レアティーズ
- 『ジョジョの奇妙な冒険 ファントムブラッド』（2024年） - ワンチェン 役[2]
- 白蟻（2024年、KAAT神奈川芸術劇場 大スタジオ）[3]
- OFFICE SHIKA×海外児童文学シリーズ vol.1 音楽劇「姉さんは、暖炉の上の、壺の中—My Sister Lives on the Mantelpiece」（2024年公演予定、CBGKシブゲキ!!） - レオ 役[4]
- 黒蜥蜴〜Burlesque KUROTOKAGE〜（2025年、こくみん共済 coop ホール/スペース・ゼロ） - 黒蜥蜴 役[5][6]

### テレビドラマ
- 土曜ドラマ / スーパーサラリーマン左江内氏 第7話（2017年、日本テレビ） - ナンパ男
- 暴太郎戦隊ドンブラザーズ（テレビ朝日） - 榊
  - ドン8話（2022年）※劇中のデッサンも担当[7]
  - ドン46話（2023年）

### 映画
- 桜のような僕の恋人（2022年、Netflix） - 槙野ジンタ
- レジェンド&バタフライ（2023年、東映）

### CM
- 日清食品 「日清これ絶対うまいやつ♪」（2020年）
- 日産・キックス（2021年）
- コーエーテクモゲームス 「信長の野望 出陣」（2023年）

### MV
- OKAMOTO'S 「HEADHUNT」（2015年、Ariola Japan 〈Sony Music Labels〉）
- Opus inn 「Shelter」（2018年）
- Broken my toybox 「Hello Halo -ReLight-」（2021年、Universal Connect）
- 中田真由美 and 椎名琴音(4&1/2) -「あいをまもるよ」（2021年）
- 凛として時雨 「狐独の才望」（2023年）

### DVD
- 賃走談 -2号車-「帰ってきた女」（2014年）

### WEB
- 三重県PR動画 感動系移住MOVIE「ミエタカラ」（2016年）

### ラジオ
- 鷹の爪団の世界征服ラヂヲ（2015年、TOKYO FM）

### イベント
- HOW to Enjoy ぱんきす! ファンミーティング（2015年、シネマート六本木スクリーン2）
- 中村壮志展「夢、もしくは本当の月に関する物語」 Space Film - Lunatic 1ライブパフォーマンスver.（2019年、VACANT） - 映像出演
- The Drowned World Anchor（2019年、スパイラルホール）
- RADWIMPS 15th Anniversary Special Concert（2020年、横浜アリーナ）
- ACAO OPEN RESIDENCE #6 中村壮志 「舞台上の依代」 映像・パフォーマンス（2022年）